# Liste der Naturdenkmale in Ingoldingen
| Naturdenkmale | Anzahl |
| ------------- | ------ |
| FND           | 1      |
| END           | 8      |
| Gesamt        | 9      |

Die Liste der Naturdenkmale in Ingoldingen nennt die verordneten Naturdenkmale (ND) der im baden-württembergischen Landkreis Biberach liegenden Gemeinde Ingoldingen. In Ingoldingen gibt es insgesamt neun als Naturdenkmal geschützte Objekte, davon ein flächenhaftes Naturdenkmal (FND) und acht Einzelgebilde-Naturdenkmale (END).
Stand: 31. Oktober 2016.

## Flächenhafte Naturdenkmale (FND)
| Name                     | Bild | Kennung     | Einzelheiten | Position | Fläche Hektar | Datum        |
| ------------------------ | ---- | ----------- | ------------ | -------- | ------------- | ------------ |
| „Erlenmösle“             | BW   | 84260620009 | Ingoldingen  | ⊙        | 0,6           | 7. Juli 1989 |
| Legende für Naturdenkmal |      |             |              |          |               |              |

## Einzelgebilde (END)
| Name                                             | Bild | Kennung     | Einzelheiten | Position | Fläche Hektar | Datum         |
| ------------------------------------------------ | ---- | ----------- | ------------ | -------- | ------------- | ------------- |
| Eiche bei der Kapelle am Hochberg in Ingoldingen | BW   | 84260620003 | Ingoldingen  | ⊙        | 0,0           | 20. Jan. 1938 |
| Linde                                            |      | 84260620006 | Ingoldingen  | ???      | 0,0           |               |
| Linde                                            |      | 84260620010 | Ingoldingen  | ???      | 0,0           | 15. Jan. 1993 |
| 1 Birnbaum auf dem Ahlenberg                     |      | 84260620004 | Ingoldingen  | ???      | 0,0           | 29. Apr. 1937 |
| 1 Linde bei Geb.16 in Wattenweiler               | BW   | 84260620001 | Ingoldingen  | ⊙        | 0,0           | 2. Jan. 1969  |
| 1 Linde im Hof Fritzenschaf in Muttensweiler     | BW   | 84260620005 | Ingoldingen  | ⊙        | 0,0           | 15. Jan. 1993 |
| 1 Linde in Wattenweiler                          | BW   | 84260620002 | Ingoldingen  | ⊙        | 0,0           | 2. Jan. 1969  |
| 1 Rotbuche                                       |      | 84260620007 | Ingoldingen  | ???      | 0,0           | 31. Okt. 1969 |
| Legende für Naturdenkmal                         |      |             |              |          |               |               |